# Moi, fleur bleue
Moi, fleur bleue és una pel·lícula francesa dirigida per Éric Le Hung, estrenada el 1977.

## Argument
Max, camioner a l'atur i incorregible faldiller, és acompanyat del seu fidel amic, Isidore, jove detectiu privat. Junts, troben una cover-girl, "Blat dels Camps" i la seva jove germana, "Flor Blava". Superada per l'idil·li que manté amb Isidore, aquesta última fuig. Tots es posen llavors a la recerca de Flor Blava.

## Repartiment
- Jean Yanne: Max
- Jodie Foster: Isabelle Tristan alias "Flor blava"
- Sydne Rome: Sophie Tristan alias "Blat dels Camps"
- Odette Laure: Olga
- Bernard Rodaudeau: Isidore
- Claude Gensac: La directora
- Marthe Villalonga: La patrona del cafè
- Lila Kedrova: Mme de Tocquenville
- Léo Campion
- Zoé Chauveau
- Henri Courseaux
- Michel Elias
- Jacqueline Jefford
- Leah Lourié
- Mandy May
- Daniel Russo
- Laurence Masliah